# Deutsch Mózes
Deutsch Mózes (Pozsony, 1844. – Salgótarján, 1931. április 14.) salgótarjáni főrabbi, egyházi író.

## Élete
Deutsch Áron Dávid fiaként született. Első tanítója maga az édesapja volt, majd Pozsonyban tanult tovább. 30 éves korában, 1874-ben lett Salgótarján főrabbija. Az önálló ortodox hitközség 1895-ben alakult meg. Az ő szolgálása idején, 1901–1902-ben építették fel a salgótarjáni zsinagóga épületét. 
Deutsch Mózes 1931-ben hunyt el 87 éves korában, amelyből 57 évet töltött el salgótarjáni főrabbiként. A salgótarjáni zsidó temetőben helyezték örök nyugalomra, sírja később zarándokhellyé vált. „A temetés ideje alatt az összes üzletek, felekezeti különbség nélkül, zárva tartottak. A végtisztességen megjelent a polgármester és az összes felekezetek, valamint helyi hatóságok képviselve voltak” – írták a temetéséről. Még a budapesti ortodox zsidók részéről is jött köldöttség.
Fivére Deutsch József Izrael (1843–1927) balassagyarmati főrabbi volt.

## Családja
Felesége Markovits Berta (Borbála) (1849–1914) volt.
Gyermekei:
- Deutsch Fáni (1867–1868)
- Deutsch Terézia (1868–?)
- Deutsch Eszter (1870–?)
- Deutsch Rozália (1871–?)
- Deutsch Fáni (1873–?)
- Deutsch Emánuel József (1875–?)
- Deutsch Rebeka (1877–?). Férje Markovits Salamon (1869–?) vegyeskereskedő.[4]
- Deutsch Áron Dávid (1879–?) rabbi. Felesége Katz Janka (1882–?).
- Deutsch Franciska (1881–1882)[5]
- Deutsch Leonóra (1883–1883)[6]
- Deutsch Sámuel Wolf (1884–?)[7]
- Deutsch Henrik Hirs (1886–1886)
- Deutsch Hana (1887–1888)[8]
- Deutsch Élie Juda (1889–?)[9]
- Deutsch Simon Hilel (1893–?) középiskolai vallástanár. Felesége Edinger Szerén (1896–?).[10]

## Művei
A rabbiszékben utóda, Deutsch Jenő adta ki 1943-ban beszédeinek és talmudi kommentárainak gyűjteményét Drushei ve'chiddushei ha RáMBÁD címmel (a mozaikszó jelentése: Rabbi Moshe ben Áháron Dávid Deutsch).